# Methazol
Methazol ist eine chemische Verbindung aus der Gruppe der Dichlorbenzole und Oxadiazolidine.

## Eigenschaften
Methazol ist ein farb- und geruchloser Feststoff, der praktisch unlöslich in Wasser ist.

## Verwendung
Methazol wurde als selektives Nachauflaufherbizid zur Unkrautbekämpfung bei Gemüse verwendet. Es wurde 1968 von der Velsicol Chemical Corporation als selektives Herbizid gegen Unkräuter im Baumwoll-, Citrus-, Tee-, Kartoffel-, Obst- und Weinanbau auf den Markt gebracht und seit etwa 1970 eingesetzt.

## Regulierung
Über den Safe Drinking Water and Toxic Enforcement Act of 1986 besteht in Kalifornien seit 1. Dezember 1999 eine Kennzeichnungspflicht für Produkte, die Methazol enthalten.